# Infoetyka
Infoetyka – zespół norm i ocen moralnych charakterystycznych dla danej zbiorowości społecznej w odniesieniu do przekazywania informacji ze źródła wiadomości do obiektu ich przeznaczenia tj. odbiorcy.
Inaczej mówiąc jest to relacja niematerialna zachodząca pomiędzy źródłem informacji a odbiorcą za pośrednictwem mediów, które w sposób jednoznaczny, nie budzący wątpliwości przekazują tę informację bez przypadkowego lub specjalnego jej zniekształcenia w celu wypaczenia i wywołania pożądanych przez daną grupę społeczną skutków np. manipulacja informacją dla osiągnięcia korzyści majątkowych lub korzystnego i pozytywnego medialnego odbioru.